# Gunabhooshana Cinkaiariyan
Gunabhooshana Cinkaiariyan fou un rei de la dinastia Aryacakravarti que va governar sobre el regne de Jaffna al nord del que avui és Sri Lanka vers 1347 a 1371.
El Yalpana Vaipava Malai Indica que fou el fill i successor de Martanda Cinkaiariyan. Fou un rei més popular que el seu pare a causa de la seva contribució en educació, ocupació, etc. Durant el seu govern el país era ferm i estable.
El va succeir el seu fill Virodaya Cinkaiariyan.